# Ron Baker
Ronald Delaine Baker (Hays, 30 de março de 1993) é um jogador norte-americano de basquete profissional que atualmente joga pelo New York Knicks, disputando a National Basketball Association (NBA).